# Hoverioptera
Hoverioptera är ett släkte av tvåvingar. Hoverioptera ingår i familjen småharkrankar.
Kladogram enligt Catalogue of Life:
| Hoverioptera | \| \| Hoverioptera ambricola \| \| \| \| \| \| Hoverioptera pilosa \| \| \| \| |
|              | \| \| Hoverioptera ambricola \| \| \| \| \| \| Hoverioptera pilosa \| \| \| \| |
|              | Hoverioptera ambricola                                                         |
|              |                                                                                |
|              | Hoverioptera pilosa                                                            |
|              |                                                                                |